# 帝亜丸
帝亜丸（ていあまる）は、1942年から1944年にかけて日本郵船が運航した貨客船。前身はフランス船アラミス（フランス語: Aramis）で、第二次世界大戦の影響により帰国不能となってフランス領インドシナに滞留していたところを日本海軍が秘密協定にもとづいて借受け日本郵船に運航を委ねた。日本では交換船や軍隊輸送船として使用されたが、1944年8月18日にアメリカ海軍潜水艦の攻撃で沈没し、乗船者2,000人以上が死亡した。

## フランス船「アラミス」
アラミスは、メサジュリ・マリティム（MM社,、フランス郵船）の所有船として1931年にラ・セーヌ＝シュル＝メール造船所で進水し、翌1932年に竣工した。マルセイユ-極東航路向けに設計された快速貨客船で、一等客室をはじめとして豪華な内装が施された。主機にディーゼルエンジンを採用し、四角い断面の低い2本の煙突が外観上の特徴である。乗客定員は一等191人・二等125人・三等101人のほか、船倉を利用して642人の乗船が可能で、総計1,059人だった。同型船としてフェリックス・ルーセルとジョルジュ・フィリッパーの2隻が建造されている。
竣工したアラミスは、予定通り極東航路に就航した。フランス本国のマルセイユを母港に、植民地であるフランス領インドシナ（仏印）、さらに日本の神戸港までをスエズ運河を経由して結んだ。なお、姉妹船も同様に極東航路に就航したが、ジョルジュ・フィリッパーは処女航海の帰路の途中、1932年5月16日にアデン湾で火災を起こし沈没している。
1933年6月22日にアラミスはChuzan諸島で座礁事故を起こした。フランス極東艦隊の軽巡洋艦プリモゲに曳航されて日本に向かい、修理を受けた。
1939年9月に第二次世界大戦が勃発すると、アラミスはフランス海軍の徴用を受け、サイゴンで仮装巡洋艦へと改装された。武装として「カネー Model 1910 13.9cm（55口径）速射砲」8門と「Model 1927 7.5cm（60口径）高角砲」2門、オチキス社製の「1933年型 37 mm（50口径）機関砲」2門、機関銃8門が装備されている。改装後はX1と呼称されて極東海域の哨戒任務に従事したが、1940年6月のフランス降伏により、武装解除のうえサイゴンに係留されることになった。ただし、フランス海軍による徴用は解除されず、軍用の宿泊船として引き続き使用されていた。なお、同様に仏印領内に残ったフランス船籍・仏印船籍の商船は、1941年末時点で500総トン以上のものが27隻（計10万総トン）、うち10隻は4,000総トン以上の船であった。

## 日本船帝亜丸

### 徴用の経緯
フランス商船が遊休状態になっているのに目を付けたのが、船舶不足に悩んでいた日本政府であった。日本の外務省は、第二次世界大戦参戦前の1941年（昭和16年）初頭までには、ヴィシーフランス政府・仏印植民地政府との間で遊休フランス商船の一括借り上げの交渉を開始していた。フランス側のジャン・ドクー仏印総督は、イギリス海軍による拿捕のおそれや、仏印とマダガスカル島や上海との自国航路の維持に必要なこと、フランス海軍が徴用中であることなどを理由に難色を示し、日本軍の南部仏印進駐や1941年12月の太平洋戦争勃発後も交渉が続いた。しだいにフランス側は譲歩し、1942年（昭和17年）2月25日には、原田駐仏代理大使とヴィシー本国政府との間で、フランス船旗下でのチャーター方式とし、仏印・上海・日本間航路専用、中立義務違反となる軍需輸送には用いないとする旨の基本合意ができ、覚書が作成されるに至った。
ところが、日仏の交渉を知ったアメリカ政府は、ヴィシーフランス政府に対して抗議を行った。マルティニークなどアメリカ州内のフランス植民地の占領を恐れたヴィシー本国政府は、公然と傭船契約を結ぶことを避け、名目上は日本側の一方的な徴発の形式とすることを日本側に提案した。この提案を受ける形で、4月6日、日本側は、ドクー総督に対し、4月10日を交渉期限として徴発に移ることを通告し、4月11日に日本海軍が徴用実施を通告した。ドクー総督ら仏印当局はなおも不服としたが、本国政府からの徴発を容認する訓令を受けて引渡に応じた。
その後、傭船料など条件面の交渉が行われ、6月15日に特設砲艦永福丸砲艦長の堀内馨海軍大佐と仏印海軍司令官レジ・ベランジェ（Régis Bérenger）少将により日仏海軍の「徴用実施基礎協定」が締結された。チャーターではなく乗員無しの裸傭船の契約形態となり、戦災などによる喪失時には代船を返還するものとされた。アラミスは無期限貸与となり、傭船料は月額16万8千余円と定められている。

### 日本船としての運航
アラミスは、他のフランス船・仏印船10隻とともに日本海軍から帝国船舶に管理委託され帝亜丸と命名された。実際の運航は貨客船帝興丸（15,105トン、旧仏船D'Artagnan）とともに、日本郵船に乗員を含まない裸傭船契約の形で委託された。1942年9月には帝国船舶から船舶運営会が傭船する形態となったが、引き続き日本郵船に運行委託された。
日仏間で1942年2月25日に締結された覚書では、フランス船は軍事輸送には使用しないという協定であったため、本船を含む全徴用フランス船が、陸軍徴用船（A船）や海軍徴用船（B船）ではなく民需船（C船）とされた。しかし、実際には軍需物資を含む輸送任務にも使用された。日本船旗下での最初の航海は6月12日にサイゴンを出て23日に横浜港へ着くもので、米約5,000トンと乗客569人を運んでいる。
帝亜丸が従事した特別な任務に、抑留中の敵国民間人を互いに引き渡す戦時交換船としての航海がある。1943年（昭和18年）9-10月の第二次日米交換の際に、当時軍隊輸送船や航空母艦に改装されていない、数少ない大型客船として選択された。またそれ以前に交換船として使用されていた船のうち浅間丸は軍隊輸送船として大改装されたため使用困難、鎌倉丸と龍田丸は戦没、当初の予定船だったイタリア船コンテ・ヴェルデは航海直前の9月11日にイタリア降伏にともないイタリア人船員たちにより自沈という状況であり、短期間で整備可能なのが本船だけであった。
灰色の戦時塗装の上から白十字と日の丸の識別塗装を船体に施し、十字形の電飾標識を船上に掲げた帝亜丸は、日本滞在中の敵国国民135名と外務省の代表者、スイス公使館員など中立国の便乗者、赤十字社の関係者など29名を乗せて、9月13日に横浜港を出港した。上海で被交換者1,035名、香港で被交換者146名とフィリピンへの送還者182人を追加収容し、フィリピンのサンフェルナンドで151名、サイゴンで33名の合わせて計1,711人の被交換者を乗せた。帝亜丸はシンガポールを経由して、10月18日に交換地であるポルトガル領インドのゴアの主港モルムガオに到着し、アメリカ側の交換船であるスウェーデン船籍の客船グリップスホルムに被交換者を引き渡した。グリップスホルムから日本人引揚者1,517人と中立国の8人を収容した帝亜丸は、10月21日にモルムガオを出航、シンガポールとマニラで現地勤務の218人が下船し、11月14日に横浜港へ無事に帰着した。

### 撃沈
交換船としての役目を終えた帝亜丸は、陸軍運送船に復帰した。1944年（昭和19年）8月10日、帝亜丸はシンガポールへの陸軍部隊輸送の任務でヒ71船団に加入し、伊万里湾を出港した。乗船者は主に南方軍向けの補充要員や軍政要員、第3航空軍関係者で、軍人・軍属4,936人と日本の民間人286人だった。ルソン島北西岸北緯18度09分 東経119度56分 / 北緯18.150度 東経119.933度に差し掛かった8月18日夜、帝亜丸はアメリカ潜水艦ラッシャーの雷撃を受けた。午後11時12分頃に右舷2番船倉と右舷機関室後部に魚雷1発ずつが命中。破損個所からの大浸水と機関部の爆発ののち左舷に傾斜し、午後11時40分頃に船尾から沈没した。この間、自衛のため乗船していた陸軍船舶砲兵が野砲と機関銃を発砲したが、戦果は無かった。魚雷命中直後に船内は停電状態になったため、乗船者は暗闇の中で脱出を図ることになり多数の犠牲者が生じた。死亡者数は諸説あるが、駒宮真七郎によれば2,369人または2,685人、竹野弘之によれば2,665人とされており、軍人・軍属2,387人、民間人32人死亡とする記録もある。大内健二によれば死者は2,654人に上り、第二次世界大戦中の日本の輸送船としては8番目に多い犠牲者数となった。